# Arturo Corrales
Arturo Gerardo Corrales Álvarez (Tegucigalpa, M.D.C., Francisco Morazán, 1952) es un ingeniero, empresario y expolítico hondureño. Fue candidato presidencial por la Partido Demócrata Cristiano y ha ocupado varios cargos gubernamentales y como mediador de conflictos en comisiones de diálogos. Fundó las empresas Ingeniería Gerencial, dedicada a consultorías e información geográfica, Ingeniería Agrícola y Ganadera, S.A. (IAGSA) y la empresa Exportadora de Vegetales, ubicada en el departamento de Comayagua.

## Vida familiar
Es hijo del médico dermatólogo y catedrático universitario, Hernán Corrales Padilla y de Gloria Álvarez. Su padre fue candidato presidencial por el Partido Demócrata Cristiano de Honduras.

## Trayectoria
Realizó sus estudios superiores en la Universidad Nacional Autónoma de Honduras, obteniendo el título de ingeniero civil. Adicionalmente, obtuvo con honores el grado de Máster en Ingeniería Gerencial en la Universidad de la Florida. 
Fue candidato presidencial por el Partido Demócrata Cristiano en las elecciones generales de 1997, quedando en 4.º lugar con 24,737 votos —el 01.25 % del total. El ganador de la contienda, Carlos Flores Facussé, le dio el cargo de secretario de Planificación, y en 1999 fue primer comisionado civil de COPECO.
Con Ricardo Maduro (2002-2006) fue mediador de conflictos entre el gobierno y los gremios, siendo miembro de la Comisión Negociadora en la crisis con los maestros. Posteriormente, intercedió entre el gobierno de Manuel Zelaya (2006-2009) y las transnacionales dedicadas al suministro de combustible, y también fue llamado por el presidente para conformar su proceso de "Consulta Ciudadana" o "Cuarta Urna", que derivó en el golpe de Estado de 2009. Tras este, fue el negociador del presidente interino Roberto Micheletti en la Comisión de Verificación del acuerdo para solventar la crisis.
En el gobierno de Porfirio Lobo Sosa (2010-2014) fue nombrado titular de la Secretaría Técnica de Planificación y Cooperación Externa, luego canciller de la República de septiembre de 2011 a abril de 2013, y en mayo de 2013, secretario de Seguridad y comisionado nacional de Defensa y Seguridad. El sucesor gobierno de Juan Orlando Hernández (2014-2022) lo ratificó como secretario de Seguridad en enero de 2014, y un año después lo nombró nuevamente canciller de la República. Renunció en abril y al mes siguiente fue designado como el enlace entre la Secretaría de Relaciones Exteriores y la recién instalada Misión de Apoyo contra la Corrupción y la Impunidad en Honduras, en cuya conformación estuvo involucrado.